# John Callahan (Skilangläufer)
John Freeman Callahan (* 15. September 1962 in Los Angeles) ist ein ehemaliger US-amerikanischer Skilangläufer.
Callahan war von 1990 bis 1994 Mitglied des US Ski Teams. Bei seiner einzigen Olympiateilnahme 1992 in Albertville belegte er den 49. Platz über 30 km klassisch. Nach seiner Skilanglaufkarriere wurde er Bergführer und spielte 2009 im Dokumentarfilm Skiing Everest mit. Zudem war als Skitrainer für das Park City Nordic Ski Team sowie als Nordic Director für den Aspen Valley Ski and Snowboard Club tätig.